# Station Winsford
Winsford is een spoorwegstation van National Rail in Winsford, Cheshire West and Chester in Engeland. Het station is eigendom van Network Rail en wordt beheerd door West Midland Trains. 